# توم هايز (لاعب كرة قدم أمريكية)
توم هايز (بالإنجليزية: Tom Hayes)‏ هو لاعب كرة قدم أمريكية أمريكي، ولد في 18 أبريل 1946 في ريفرسايد في الولايات المتحدة.

## وصلات خارجية
- توم هايز على موقع مرجع كرة القدم المحترفة.كوم (الإنجليزية)